# Baggott Ridge
Baggott Ridge ist ein niedriger, hauptsächlich verschneiter Gebirgskamm im ostantarktischen Mac-Robertson-Land. Er erstreckt sich in den Prince Charles Mountains 2,5 km westlich des Baldwin-Nunatak und 11 km südsüdwestlich des Mount Starlight.
Kartiert wurde er anhand von Vermessungen und Luftaufnahmen der Australian National Antarctic Research Expeditions (1955–1965). Das Antarctic Names Committee of Australia (ANCA) benannte ihn nach Peter James Baggott (* 1936), Funker auf der Mawson-Station im Jahr 1965.